# جاكوب دولسون كوكس

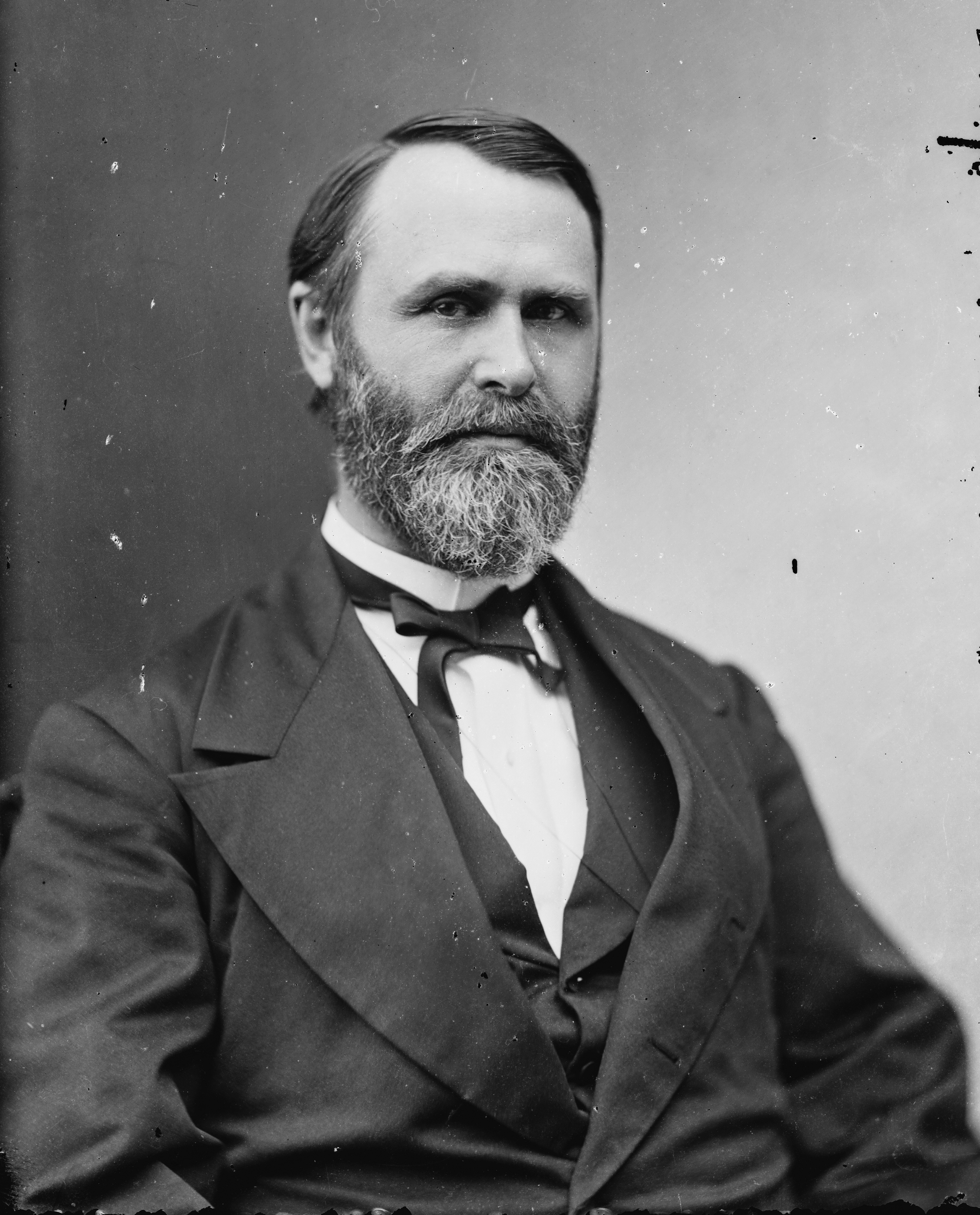
جاكوب كوكس

جاكوب دولسون كوكس (بالإنجليزية: Jacob Dolson Cox) ، من مواليد 27 أكتوبر سنة 1828م، وتوفي بتاريخ 4 أغسطس سنة 1900م، وهو جنرال عسكري أمريكي وسياسي الممثل في الحزب الديمقراطي في ولاية أوهايو، خاض حرباً في الحرب الأهلية الأمريكية.

## وصلات خارجية
- جاكوب دولسون كوكس على موقع الموسوعة البريطانية (الإنجليزية)
- مؤلفات Jacob Dolson Cox في مشروع غوتنبرغ
- The Department of Everything Else: Highlights of Interior History نسخة محفوظة 23 ديسمبر 2005 على موقع واي باك مشين. (1989)
- Oberlin Alumni Association article on Finney's children
- Cox's article on Antietam in Battles and Leaders
- "Cox, Jacob Dolson". الموسوعة الأمريكية. 1920. {{استشهاد بموسوعة}}: يحتوي الاستشهاد على وسيط غير معروف وفارغs: |HIDE_PARAMETER15=، |HIDE_PARAMETER4=، |HIDE_PARAMETER2=، |HIDE_PARAMETER21=، |HIDE_PARAMETER8=، |HIDE_PARAMETER17=، |HIDE_PARAMETER20=، |HIDE_PARAMETER5=، |HIDE_PARAMETER7=، |HIDE_PARAMETER16=، |HIDE_PARAMETER3=، |HIDE_PARAMETER22=، |HIDE_PARAMETER14=، |HIDE_PARAMETER13=، |HIDE_PARAMETER11=، |HIDE_PARAMETER10=، |HIDE_PARAMETER6=، |HIDE_PARAMETER9=، |HIDE_PARAMETER1=، |HIDE_PARAMETER23=، |HIDE_PARAMETER18=، |HIDE_PARAMETER19=، و|HIDE_PARAMETER12= (مساعدة)
- "Cox, Jacob Dolson" . Collier's New Encyclopedia. 1921. {{استشهاد بموسوعة}}: يحتوي الاستشهاد على وسيط غير معروف وفارغs: |HIDE_PARAMETER4=، |HIDE_PARAMETER2=، |HIDE_PARAMETER8=، |HIDE_PARAMETER5=، |HIDE_PARAMETER7=، |HIDE_PARAMETER10=، |HIDE_PARAMETER6=، |HIDE_PARAMETER9=، |HIDE_PARAMETER1=، و|HIDE_PARAMETER3= (مساعدة)